# بسنا کوبیلا
بسنا کوبیلا (به صربی: Besna Kobila) یک کوه در صربستان است که در ورانیه واقع شده‌است. بسنا کوبیلا ۱٬۹۲۳ متر بالاتر از سطح دریا واقع شده‌است.